# A Momentary Lapse of Reason (tournée)
Tournées par Pink Floyd
The Wall
(1980-1981) The Division Bell
(1994-1995)
A Momentary Lapse of Reason est une tournée de Pink Floyd donnée de 1987 à 1989 (ainsi qu'un concert au festival de Knebworth en 1990), en promotion de l'album A Momentary Lapse of Reason.

## Histoire
Il s'agit de la première tournée de Pink Floyd depuis la tournée The Wall (1980-1981), et la première sans le bassiste Roger Waters, qui a quitté le groupe en 1985.

## Musiciens
- Pink Floyd :
  - David Gilmour : guitare électrique, chant
  - Nick Mason : batterie, percussions
- Musiciens supplémentaires :
  - Richard Wright : claviers, chant
  - Jon Carin : claviers, chant
  - Scott Page : saxophones, hautbois, guitares
  - Guy Pratt : basse, chant
  - Tim Renwick : guitares, chœurs
  - Gary Wallis : percussions, claviers, chant
  - Rachel Fury, Durga McBroom, Margaret Taylor, Lorelei McBroom, Roberta Freeman : chœurs

## Chansons jouées
La liste des chansons évolue au cours de la tournée, mais la structure d'ensemble reste la même : des chansons de A Momentary Lapse of Reason en première partie et des chansons plus anciennes en seconde partie.

### Première partie
1. Shine On You Crazy Diamond ou Echoes
2. Signs of Life
3. Learning to Fly
4. Yet Another Movie / Round and Around
5. A New Machine (Part 1)
6. Terminal Frost
7. A New Machine (Part 2)
8. Sorrow
9. The Dogs of War
10. On the Turning Away

### Deuxième partie
1. One of These Days
2. Time
3. On the Run
4. The Great Gig in the Sky
5. Wish You Were Here
6. Welcome to the Machine
7. Us and Them
8. Money
9. Another Brick in the Wall (Part 2)
10. Comfortably Numb

### Rappels
1. One Slip
2. Run Like Hell

## Dates

### Amérique du Nord (1987)
| Date              | Ville           | Pays       | Salle                                 |
| ----------------- | --------------- | ---------- | ------------------------------------- |
| 9 septembre 1987  | Ottawa          | Canada     | Parc Lansdowne                        |
| 12 septembre 1987 | Montréal        | Canada     | Forum de Montréal                     |
| 13 septembre 1987 | Montréal        | Canada     | Forum de Montréal                     |
| 14 septembre 1987 | Montréal        | Canada     | Forum de Montréal                     |
| 16 septembre 1987 | Cleveland       | États-Unis | Municipal Stadium                     |
| 17 septembre 1987 | Cleveland       | États-Unis | Municipal Stadium                     |
| 19 septembre 1987 | Philadelphie    | États-Unis | JFK Stadium                           |
| 21 septembre 1987 | Toronto         | Canada     | Stade de l'Exposition nationale       |
| 22 septembre 1987 | Toronto         | Canada     | Stade de l'Exposition nationale       |
| 23 septembre 1987 | Toronto         | Canada     | Stade de l'Exposition nationale       |
| 25 septembre 1987 | Rosemont        | États-Unis | Rosemont Horizon                      |
| 26 septembre 1987 | Rosemont        | États-Unis | Rosemont Horizon                      |
| 27 septembre 1987 | Rosemont        | États-Unis | Rosemont Horizon                      |
| 28 septembre 1987 | Rosemont        | États-Unis | Rosemont Horizon                      |
| 30 septembre 1987 | Milwaukee       | États-Unis | County Stadium                        |
| 3 octobre 1987    | Syracuse        | États-Unis | Carrier Dome                          |
| 5 octobre 1987    | New York        | États-Unis | Madison Square Garden                 |
| 6 octobre 1987    | New York        | États-Unis | Madison Square Garden                 |
| 7 octobre 1987    | New York        | États-Unis | Madison Square Garden                 |
| 10 octobre 1987   | East Rutherford | États-Unis | Brendan Byrne Arena                   |
| 11 octobre 1987   | East Rutherford | États-Unis | Brendan Byrne Arena                   |
| 12 octobre 1987   | East Rutherford | États-Unis | Brendan Byrne Arena                   |
| 14 octobre 1987   | Hartford        | États-Unis | Hartford Civic Center                 |
| 15 octobre 1987   | Hartford        | États-Unis | Hartford Civic Center                 |
| 16 octobre 1987   | Providence      | États-Unis | Providence Civic Center               |
| 17 octobre 1987   | Providence      | États-Unis | Providence Civic Center               |
| 19 octobre 1987   | Landover        | États-Unis | Capital Centre                        |
| 20 octobre 1987   | Landover        | États-Unis | Capital Centre                        |
| 21 octobre 1987   | Landover        | États-Unis | Capital Centre                        |
| 22 octobre 1987   | Landover        | États-Unis | Capital Centre                        |
| 25 octobre 1987   | Chapel Hill     | États-Unis | Dean Smith Center                     |
| 26 octobre 1987   | Chapel Hill     | États-Unis | Dean Smith Center                     |
| 30 octobre 1987   | Tampa           | États-Unis | Tampa Stadium                         |
| 1er novembre 1987 | Miami           | États-Unis | Orange Bowl                           |
| 3 novembre 1987   | Atlanta         | États-Unis | Omni Coliseum                         |
| 4 novembre 1987   | Atlanta         | États-Unis | Omni Coliseum                         |
| 5 novembre 1987   | Atlanta         | États-Unis | Omni Coliseum                         |
| 7 novembre 1987   | Lexington       | États-Unis | Rupp Arena                            |
| 8 novembre 1987   | Lexington       | États-Unis | Rupp Arena                            |
| 10 novembre 1987  | Pontiac         | États-Unis | Pontiac Silverdome                    |
| 12 novembre 1987  | Indianapolis    | États-Unis | Hoosier Dome                          |
| 15 novembre 1987  | Saint-Louis     | États-Unis | St. Louis Arena                       |
| 16 novembre 1987  | Saint-Louis     | États-Unis | St. Louis Arena                       |
| 18 novembre 1987  | Houston         | États-Unis | Astrodome                             |
| 19 novembre 1987  | Austin          | États-Unis | Frank Erwin Center                    |
| 20 novembre 1987  | Austin          | États-Unis | Frank Erwin Center                    |
| 21 novembre 1987  | Dallas          | États-Unis | Reunion Arena                         |
| 22 novembre 1987  | Dallas          | États-Unis | Reunion Arena                         |
| 23 novembre 1987  | Dallas          | États-Unis | Reunion Arena                         |
| 26 novembre 1987  | Los Angeles     | États-Unis | Los Angeles Memorial Sports Arena     |
| 27 novembre 1987  | Los Angeles     | États-Unis | Los Angeles Memorial Sports Arena     |
| 28 novembre 1987  | Los Angeles     | États-Unis | Los Angeles Memorial Sports Arena     |
| 30 novembre 1987  | Los Angeles     | États-Unis | Los Angeles Memorial Sports Arena     |
| 1er décembre 1987 | Los Angeles     | États-Unis | Los Angeles Memorial Sports Arena     |
| 3 décembre 1987   | Oakland         | États-Unis | Oakland–Alameda County Coliseum Arena |
| 4 décembre 1987   | Oakland         | États-Unis | Oakland–Alameda County Coliseum Arena |
| 5 décembre 1987   | Oakland         | États-Unis | Oakland–Alameda County Coliseum Arena |
| 6 décembre 1987   | Oakland         | États-Unis | Oakland–Alameda County Coliseum Arena |
| 8 décembre 1987   | Seattle         | États-Unis | Kingdome                              |
| 10 décembre 1987  | Vancouver       | Canada     | BC Place Stadium                      |

### Australie, Nouvelle-Zélande, Japon (1988)
| Date             | Ville     | Pays             | Salle                         |
| ---------------- | --------- | ---------------- | ----------------------------- |
| 22 janvier 1988  | Auckland  | Nouvelle-Zélande | Western Springs Stadium       |
| 27 janvier 1988  | Sydney    | Australie        | Sydney Entertainment Centre   |
| 28 janvier 1988  | Sydney    | Australie        | Sydney Entertainment Centre   |
| 29 janvier 1988  | Sydney    | Australie        | Sydney Entertainment Centre   |
| 30 janvier 1988  | Sydney    | Australie        | Sydney Entertainment Centre   |
| 31 janvier 1988  | Sydney    | Australie        | Sydney Entertainment Centre   |
| 1er février 1988 | Sydney    | Australie        | Sydney Entertainment Centre   |
| 2 février 1988   | Sydney    | Australie        | Sydney Entertainment Centre   |
| 3 février 1988   | Sydney    | Australie        | Sydney Entertainment Centre   |
| 4 février 1988   | Sydney    | Australie        | Sydney Entertainment Centre   |
| 5 février 1988   | Sydney    | Australie        | Sydney Entertainment Centre   |
| 7 février 1988   | Brisbane  | Australie        | Brisbane Entertainment Centre |
| 8 février 1988   | Brisbane  | Australie        | Brisbane Entertainment Centre |
| 11 février 1988  | Adélaïde  | Australie        | Thebarton Oval                |
| 13 février 1988  | Melbourne | Australie        | Melbourne & Olympic Parks     |
| 14 février 1988  | Melbourne | Australie        | Melbourne & Olympic Parks     |
| 15 février 1988  | Melbourne | Australie        | Melbourne & Olympic Parks     |
| 16 février 1988  | Melbourne | Australie        | Melbourne & Olympic Parks     |
| 17 février 1988  | Melbourne | Australie        | Melbourne & Olympic Parks     |
| 18 février 1988  | Melbourne | Australie        | Melbourne & Olympic Parks     |
| 19 février 1988  | Melbourne | Australie        | Melbourne & Olympic Parks     |
| 20 février 1988  | Melbourne | Australie        | Melbourne & Olympic Parks     |
| 24 février 1988  | Perth     | Australie        | East Fremantle Oval           |
| 2 mars 1988      | Tokyo     | Japon            | Budokan                       |
| 3 mars 1988      | Tokyo     | Japon            | Budokan                       |
| 4 mars 1988      | Tokyo     | Japon            | Yoyogi Olympic Pool           |
| 5 mars 1988      | Tokyo     | Japon            | Yoyogi Olympic Pool           |
| 6 mars 1988      | Tokyo     | Japon            | Yoyogi Olympic Pool           |
| 8 mars 1988      | Osaka     | Japon            | Osaka-jō Hall                 |
| 9 mars 1988      | Osaka     | Japon            | Osaka-jō Hall                 |
| 11 mars 1988     | Nagoya    | Japon            | Rainbow Hall                  |

### Amérique du Nord (printemps 1988)
| Date          | Ville           | Pays       | Salle                           |
| ------------- | --------------- | ---------- | ------------------------------- |
| 15 avril 1988 | Los Angeles     | États-Unis | Los Angeles Memorial Coliseum   |
| 18 avril 1988 | Denver          | États-Unis | Mile High Stadium               |
| 20 avril 1988 | Sacramento      | États-Unis | Charles C. Hughes Stadium       |
| 22 avril 1988 | Oakland         | États-Unis | Oakland–Alameda County Coliseum |
| 23 avril 1988 | Oakland         | États-Unis | Oakland–Alameda County Coliseum |
| 25 avril 1988 | Phoenix         | États-Unis | Municipal Stadium               |
| 26 avril 1988 | Phoenix         | États-Unis | Municipal Stadium               |
| 28 avril 1988 | Irving          | États-Unis | Texas Stadium                   |
| 30 avril 1988 | Orlando         | États-Unis | Citrus Bowl                     |
| 4 mai 1988    | Raleigh         | États-Unis | Carter-Finley Stadium           |
| 6 mai 1988    | Foxborough      | États-Unis | Sullivan Stadium                |
| 8 mai 1988    | Foxborough      | États-Unis | Sullivan Stadium                |
| 11 mai 1988   | Montréal        | Canada     | Stade olympique                 |
| 13 mai 1988   | Toronto         | Canada     | Stade de l'Exposition nationale |
| 15 mai 1988   | Philadelphie    | États-Unis | Veterans Stadium                |
| 16 mai 1988   | Philadelphie    | États-Unis | Veterans Stadium                |
| 18 mai 1988   | Cedar Falls     | États-Unis | UNI-Dome                        |
| 20 mai 1988   | Madison         | États-Unis | Camp Randall Stadium            |
| 21 mai 1988   | Rosemont        | États-Unis | Rosemont Horizon                |
| 22 mai 1988   | Rosemont        | États-Unis | Rosemont Horizon                |
| 24 mai 1988   | Minneapolis     | États-Unis | Hubert H. Humphrey Metrodome    |
| 26 mai 1988   | Kansas City     | États-Unis | Arrowhead Stadium               |
| 28 mai 1988   | Columbus        | États-Unis | Ohio Stadium                    |
| 30 mai 1988   | Pittsburgh      | États-Unis | Three Rivers Stadium            |
| 1er juin 1988 | Washington      | États-Unis | RFK Stadium                     |
| 3 juin 1988   | East Rutherford | États-Unis | Giants Stadium                  |
| 4 juin 1988   | East Rutherford | États-Unis | Giants Stadium                  |

### Europe (1988)
| Date             | Ville       | Pays                 | Salle                     |
| ---------------- | ----------- | -------------------- | ------------------------- |
| 10 juin 1988     | Nantes      | France               | Stade de la Beaujoire     |
| 13 juin 1988     | Rotterdam   | Pays-Bas             | Feijenoord Stadion        |
| 14 juin 1988     | Rotterdam   | Pays-Bas             | Feijenoord Stadion        |
| 16 juin 1988     | Berlin      | Allemagne de l'Ouest | Reichstagsgelande         |
| 18 juin 1988     | Mannheim    | Allemagne de l'Ouest | Maimarkt-Gelände          |
| 21 juin 1988     | Versailles  | France               | Palais de Versailles      |
| 22 juin 1988     | Versailles  | France               | Palais de Versailles      |
| 25 juin 1988     | Hanovre     | Allemagne de l'Ouest | Niedersachsenstadion      |
| 27 juin 1988     | Dortmund    | Allemagne de l'Ouest | Westfalenhallen           |
| 28 juin 1988     | Dortmund    | Allemagne de l'Ouest | Westfalenhallen           |
| 29 juin 1988     | Dortmund    | Allemagne de l'Ouest | Westfalenhallen           |
| 1er juillet 1988 | Vienne      | Autriche             | Ernst-Happel-Stadion      |
| 3 juillet 1988   | Munich      | Allemagne de l'Ouest | Olympiastadion            |
| 6 juillet 1988   | Turin       | Italie               | Stadio Olimpico di Torino |
| 8 juillet 1988   | Modène      | Italie               | Stadio Alberto Braglia    |
| 9 juillet 1988   | Modène      | Italie               | Stadio Alberto Braglia    |
| 11 juillet 1988  | Rome        | Italie               | Stadio Flaminio           |
| 12 juillet 1988  | Rome        | Italie               | Stadio Flaminio           |
| 15 juillet 1988  | Grenoble    | France               | Stade Charles-Berty       |
| 17 juillet 1988  | Nice        | France               | Stade Charles-Ehrmann     |
| 20 juillet 1988  | Barcelone   | Espagne              | Estadi de Sarrià          |
| 22 juillet 1988  | Madrid      | Espagne              | Estadio Vicente Calderón  |
| 24 juillet 1988  | Montpellier | France               | Espace Richter            |
| 26 juillet 1988  | Bâle        | Suisse               | Fussballstadion St. Jakob |
| 28 juillet 1988  | Lille       | France               | Stadium Nord              |
| 31 juillet 1988  | Copenhague  | Danemark             | Gentofte Stadion          |
| 2 août 1988      | Oslo        | Norvège              | Valle Hovin               |
| 5 août 1988      | Londres     | Royaume-Uni          | Stade de Wembley          |
| 6 août 1988      | Londres     | Royaume-Uni          | Stade de Wembley          |
| 8 août 1988      | Manchester  | Royaume-Uni          | Maine Road                |

### Amérique du Nord (août 1988)
| Date         | Ville        | Pays       | Salle                      |
| ------------ | ------------ | ---------- | -------------------------- |
| 12 août 1988 | Richfield    | États-Unis | Richfield Coliseum         |
| 13 août 1988 | Richfield    | États-Unis | Richfield Coliseum         |
| 14 août 1988 | Richfield    | États-Unis | Richfield Coliseum         |
| 16 août 1988 | Auburn Hills | États-Unis | The Palace of Auburn Hills |
| 17 août 1988 | Auburn Hills | États-Unis | The Palace of Auburn Hills |
| 19 août 1988 | Uniondale    | États-Unis | Nassau Coliseum            |
| 20 août 1988 | Uniondale    | États-Unis | Nassau Coliseum            |
| 21 août 1988 | Uniondale    | États-Unis | Nassau Coliseum            |
| 22 août 1988 | Uniondale    | États-Unis | Nassau Coliseum            |
| 23 août 1988 | Uniondale    | États-Unis | Nassau Coliseum            |

### Europe (1989)
| Date             | Ville                 | Pays                 | Salle                            |
| ---------------- | --------------------- | -------------------- | -------------------------------- |
| 13 mai 1989      | Werchter              | Belgique             | Festivalground Werchter          |
| 16 mai 1989      | Vérone                | Italie               | Arènes de Vérone                 |
| 17 mai 1989      | Vérone                | Italie               | Arènes de Vérone                 |
| 18 mai 1989      | Vérone                | Italie               | Arènes de Vérone                 |
| 20 mai 1989      | Monza                 | Italie               | Autodromo Nazionale di Monza     |
| 22 mai 1989      | Livourne              | Italie               | Stadio Armando Picchi            |
| 23 mai 1989      | Livourne              | Italie               | Stadio Armando Picchi            |
| 25 mai 1989      | Cava de' Tirreni      | Italie               | Stadio Simonetta Lamberti        |
| 26 mai 1989      | Cava de' Tirreni      | Italie               | Stadio Simonetta Lamberti        |
| 31 mai 1989      | Athènes               | Grèce                | Stade olympique                  |
| 3 juin 1989      | Moscou                | Union soviétique     | Stade olympique                  |
| 4 juin 1989      | Moscou                | Union soviétique     | Stade olympique                  |
| 6 juin 1989      | Moscou                | Union soviétique     | Stade olympique                  |
| 7 juin 1989      | Moscou                | Union soviétique     | Stade olympique                  |
| 8 juin 1989      | Moscou                | Union soviétique     | Stade olympique                  |
| 10 juin 1989     | Lahti                 | Finlande             | Lahden Suurhalli                 |
| 12 juin 1989     | Stockholm             | Suède                | Globen                           |
| 13 juin 1989     | Stockholm             | Suède                | Globen                           |
| 14 juin 1989     | Stockholm             | Suède                | Globen                           |
| 16 juin 1989     | Hambourg              | Allemagne de l'Ouest | Festwiese Im Stadtpark           |
| 18 juin 1989     | Cologne               | Allemagne de l'Ouest | Müngersdorfer Stadion            |
| 20 juin 1989     | Francfort-sur-le-Main | Allemagne de l'Ouest | Festhalle Frankfurt              |
| 21 juin 1989     | Francfort-sur-le-Main | Allemagne de l'Ouest | Festhalle Frankfurt              |
| 23 juin 1989     | Linz                  | Autriche             | Linzer Stadion                   |
| 25 juin 1989     | Stuttgart             | Allemagne de l'Ouest | Neckarstadion                    |
| 27 juin 1989     | Paris                 | France               | Palais omnisports de Paris-Bercy |
| 28 juin 1989     | Paris                 | France               | Palais omnisports de Paris-Bercy |
| 29 juin 1989     | Paris                 | France               | Palais omnisports de Paris-Bercy |
| 30 juin 1989     | Paris                 | France               | Palais omnisports de Paris-Bercy |
| 1er juillet 1989 | Paris                 | France               | Palais omnisports de Paris-Bercy |
| 4 juillet 1989   | Londres               | Royaume-Uni          | London Arena                     |
| 5 juillet 1989   | Londres               | Royaume-Uni          | London Arena                     |
| 6 juillet 1989   | Londres               | Royaume-Uni          | London Arena                     |
| 7 juillet 1989   | Londres               | Royaume-Uni          | London Arena                     |
| 8 juillet 1989   | Londres               | Royaume-Uni          | London Arena                     |
| 9 juillet 1989   | Londres               | Royaume-Uni          | London Arena                     |
| 10 juillet 1989  | Nimègue               | Pays-Bas             | Goffertpark                      |
| 12 juillet 1989  | Lausanne              | Suisse               | Stade olympique de la Pontaise   |
| 15 juillet 1989  | Venise                | Italie               | Grand Canal                      |
| 18 juillet 1989  | Marseille             | France               | Stade Vélodrome                  |
| 30 juin 1990     | Stevenage             | Royaume-Uni          | Knebworth Park                   |